# Herbert Fladerer
Herbert Fladerer (* 11. Mai 1913 in Wien; † 13. Dezember 1981 in Wernstein am Inn) war ein österreichischer Maler und Grafiker.

## Leben, Ausbildung und Wirken

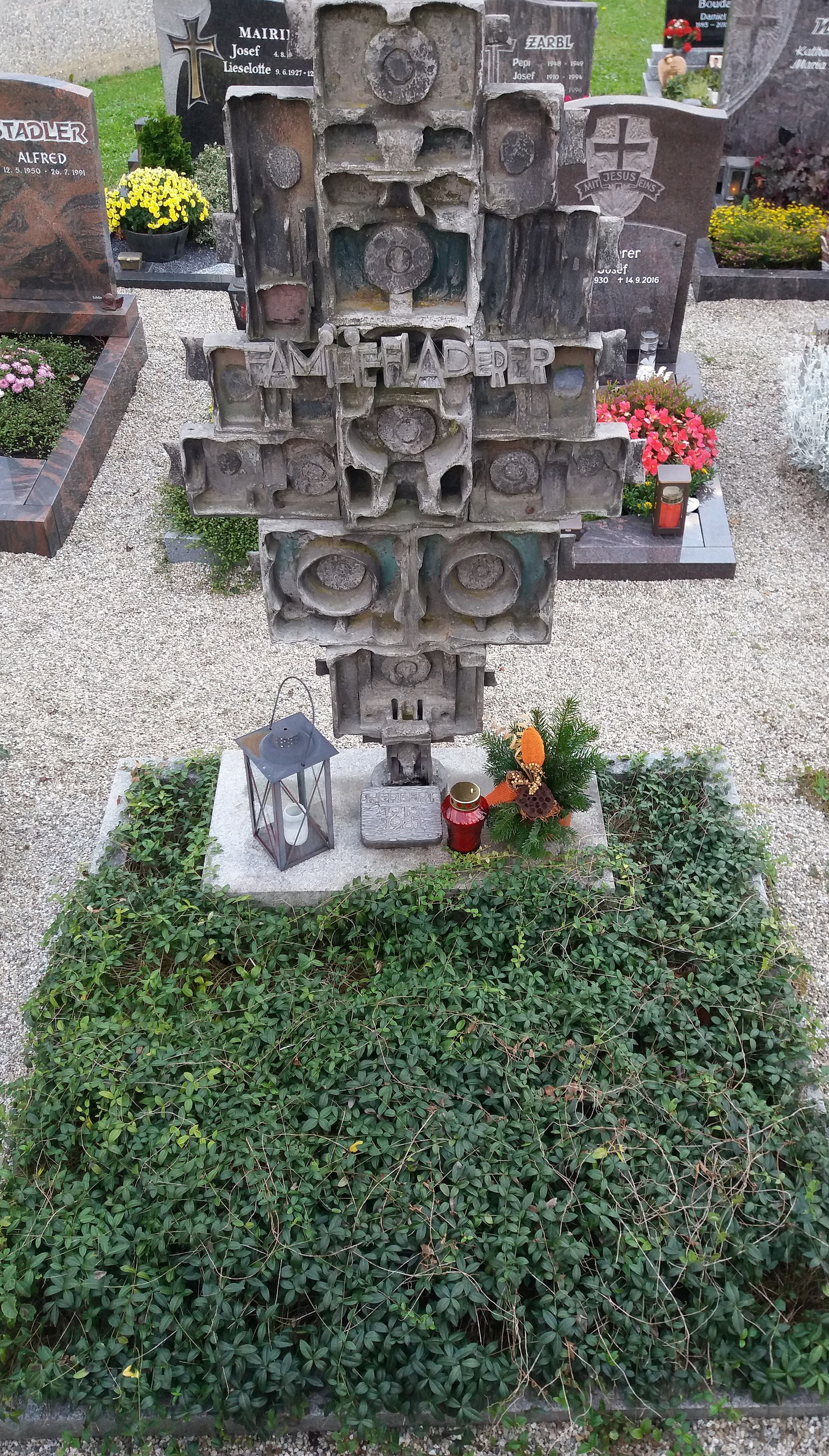
Grabstätte von Herbert Fladerer auf dem Friedhof von Wernstein am Inn

Fladerer bekam seine künstlerische Ausbildung zunächst von 1930 bis 1932 in der Graphischen Lehr- und Versuchsanstalt Wien. Von 1932 bis 1940 studierte er an der Akademie der bildenden Künste Wien bei Hans Larwin und Christian Ludwig Martin und lernte dort Johanna Dorn kennen, die er 1942 während eines Fronturlaubs heiratete. Den Kriegsdienst bei der Wehrmacht leistete er von 1940 bis 1945 in Russland und an der Eismeerfront.
Ab 1946 war er als freischaffender Künstler in Kneiding bei Münzkirchen tätig und gemeinsam mit seiner Frau schloss er sich der Innviertler Künstlergilde an.
Fladerers frühe Werke zeigen den Einfluss von Switbert Lobisser, spätere auch von Alfred Kubin. Zentrales künstlerisches Medium war der Holzschnitt.
1952 kam sein Sohn Thomas zur Welt. 1965 übersiedelte die Familie nach Wernstein am Inn. Ab 1975 waren die ersten Anzeichen seiner schweren Krankheit erkennbar, an der er 1981 starb.

## Werke (Auswahl)
- Zyklus Krieg (1953)
- Holzschnitte Mutter mit Kind (1952), Stillende (1955), Erwartung (1955)
- Zyklus Aus der Kindheit (1954)

## Ausstellungen
- Erste Gemeinschaftsausstellung der Innviertler Künstlergilde nach deren Wiedergründung 1947
- Herbert Fladerer, Ausstellung im Gotischen Zimmer der Landesgalerie Linz (2004)[2]
- Herbert Fladerer - Holzschnitte, Sonderausstellung im Museum Innviertler Volkskundehaus (2009)
- Herbert Fladerer/Johanna Dorn-Fladerer, Sonderausstellung im Gotischen Zimmer des OÖ. Landesmuseums aus Anlass des 90-jährigen Bestehens der Innviertler Künstlergilde (2013)[3]

## Auszeichnungen
- Anerkennungspreis zum Staatspreis (1950)
- Goldene Ehrenmedaille des Wiener Künstlerhauses (1958)
- Ehrenpreis des Salzburger Kunstvereins (1958)
- Preis des Unterrichtsministeriums (1960)
- Verleihung des Titels Professor h. c.

## Würdigung
- In Wernstein am Inn und in Münzkirchen wurde die Herbert-Fladerer Straße und in Schärding der Herbert-Fladerer-Weg nach ihm benannt.